# Grupo de Pronta Intervenção
O Grupo de Pronta Intervenção (GPI) é uma unidade especializada da Polícia Federal do Brasil, presente na maioria dos Estados da Federação, com o objetivo de atuar em situações emergenciais e de médio risco em âmbito local, prisões de indivíduos considerados perigosos, ações em favelas, controle de distúrbios em manifestações, tomada e ocupação de edificações e outras que exigem uma resposta imediata. Além disso, devem prestar apoio ao Comando de Operações Táticas - COT, inclusive na contenção de situações de alto risco até a chegada do COT, que é sediado em Brasília e que tem o devido treinamento e atribuição nesses cenários.
Criado nos moldes das SWAT’s do FBI (Federal Bureau of Investigation - a Polícia Federal Americana), cada Estado Brasileiro possui um GPI, subordinado à Superintendência Regional da Polícia Federal e no Distrito Federal fica baseado o COT. Assim como cada sede do FBI nos Estados tem um grupo FBI SWAT e um Comando Central, com base em Quantico-Virginia, denominado HRT (Hostage Rescue Team).
Seus integrantes são especialistas em armas e táticas especiais, devem permanecer sempre em condições de pronto emprego e podem ter carga de trabalho diferenciada.

## Seleção e treinamento
O ingresso no Grupo de Pronta Intervenção é voluntário e o candidato precisa passar por testes físicos, psicológicos e ser aprovado no Curso de Técnicas de Intervenção, ministrado pelo Comando de Operações Táticas e com duração aproximada de 45 dias. O curso abrange as disciplinas de Patrulha Urbana e Rural, Retomada de Edificações, Armamento e Tiro, Gerenciamento de Crises, Pronto-socorrismo, entre outras. Em algumas unidades da Federação, os policiais têm dedicação exclusiva.